# داراختر گلوسرخابی
داراختر گلوسرخابی (نام علمی: Philodice bryantae) گونه‌ای از مرغ‌های مگس در تبار عسل‌نوش‌تباران (Mellisugini) از زیرتیرهٔ مگس‌مرغیان (Trochilinae)، «مرغ‌های مگس زنبوری» است. در کاستاریکا و پاناما یافت می‌شود.

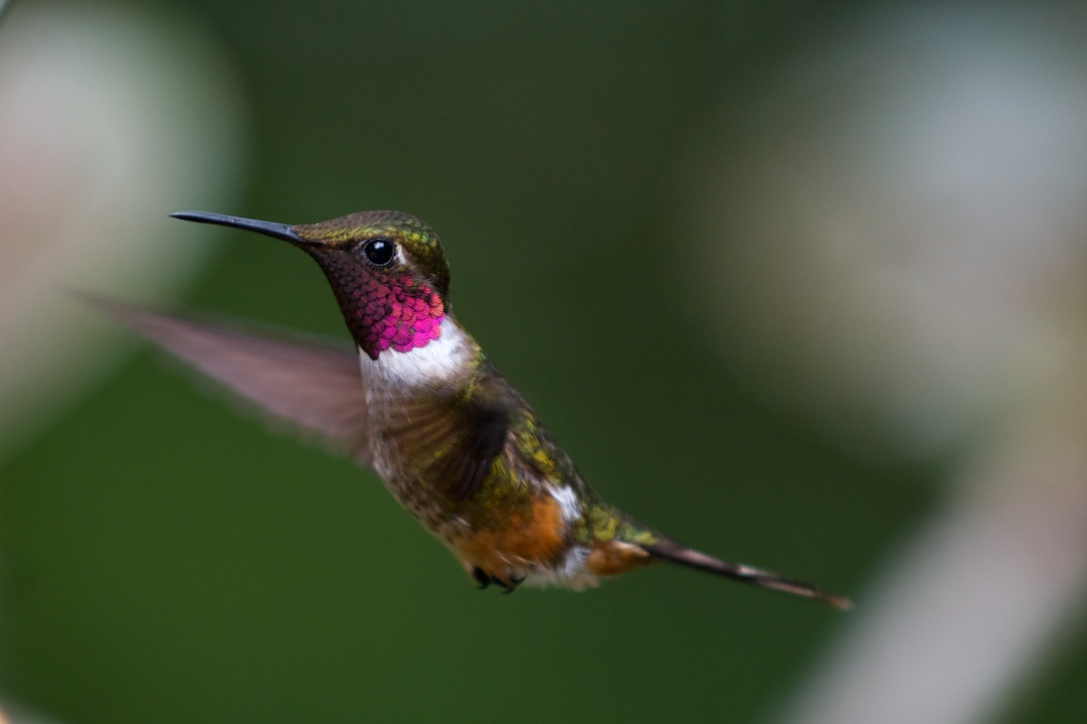
نر در حال پرواز